# Kunstjahr 1518

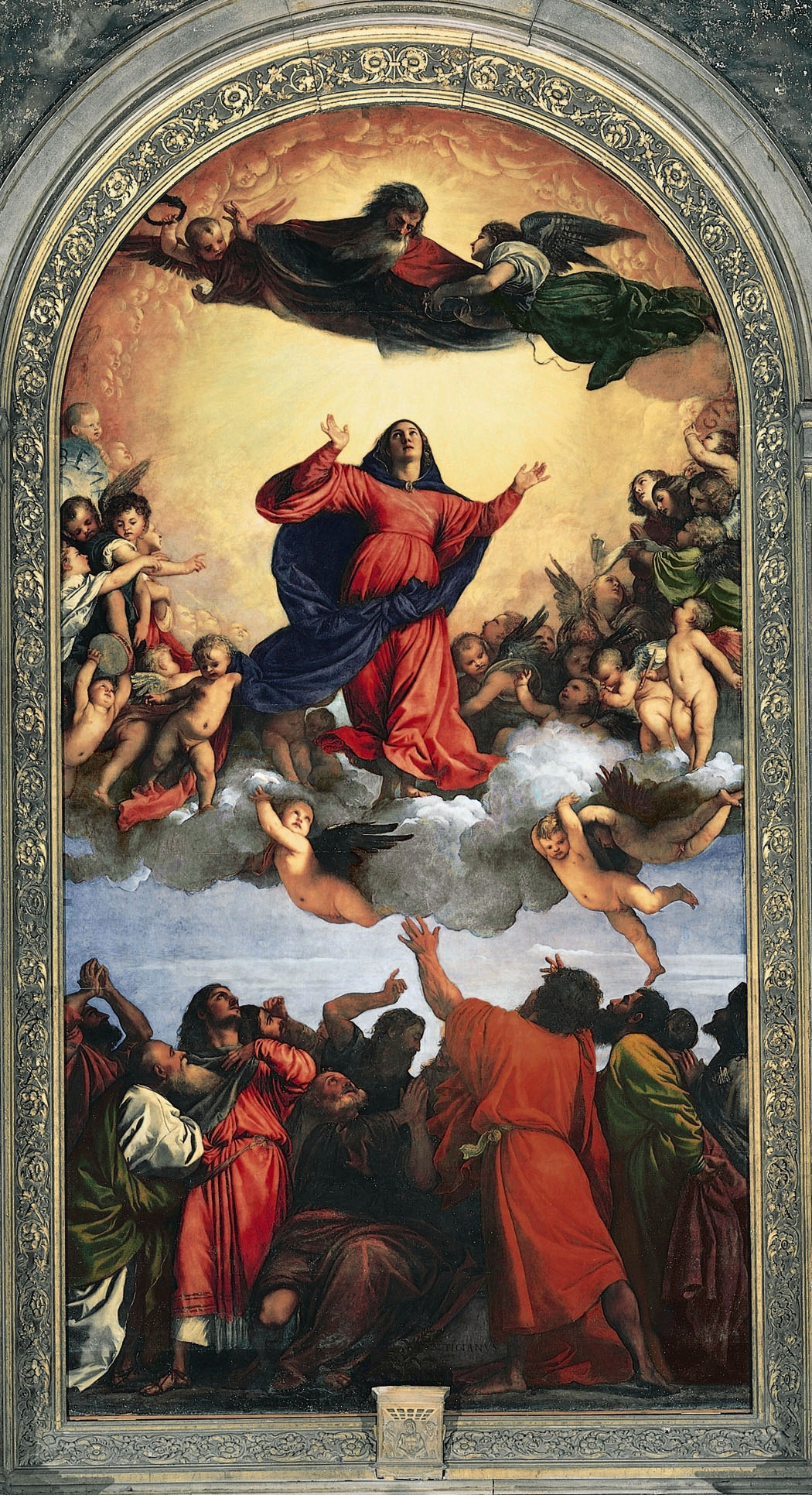
Mariä Himmelfahrt

Liste der Kunstjahre

◄◄ | ◄ | 1514 | 1515 | 1516 | 1517 | Kunstjahr 1518 | 1519 | 1520 | 1521 | 1522 | ►

Weitere Ereignisse

Dieser Artikel behandelt das Kunstjahr 1518.

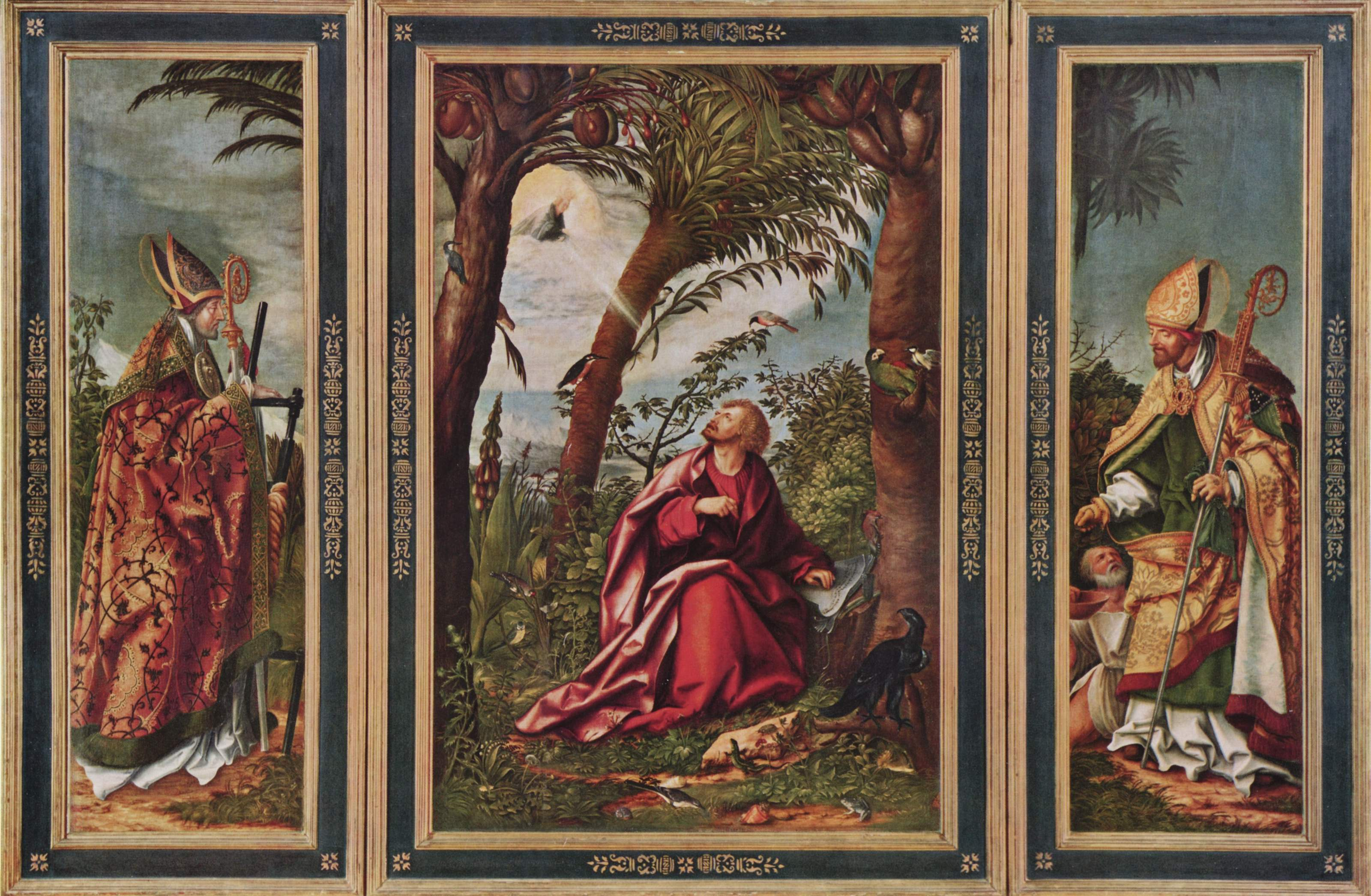
Hans Burgkmair der Ältere: Johannesaltar

## Ereignisse
- Tizian vollendet sein 1516 begonnenes Ölgemälde Mariä Himmelfahrt. Es wird am 19. Mai in der Kirche Santa Maria Gloriosa dei Frari in Venedig aufgestellt, wo sie neben Erstaunen und spontaner Abneigung auch sofortige Bewunderung erregt. Mit einer Höhe von 6,90 m und einer Breite von 3,60 m ist es das größte Altargemälde der Stadt und zugleich das größte jemals von Tizian gemalte Werk.
- Sodoma malt vier Fresken aus der Geschichte der Maria im Oratorium von San Bernardino von Siena.

Raffael: Selbstporträt mit einem Freund

- Raffael beginnt mit der Arbeit an dem Gemälde Selbstporträt mit einem Freund und malt das Ölgemälde Erzengel Michael besiegt den Teufel.

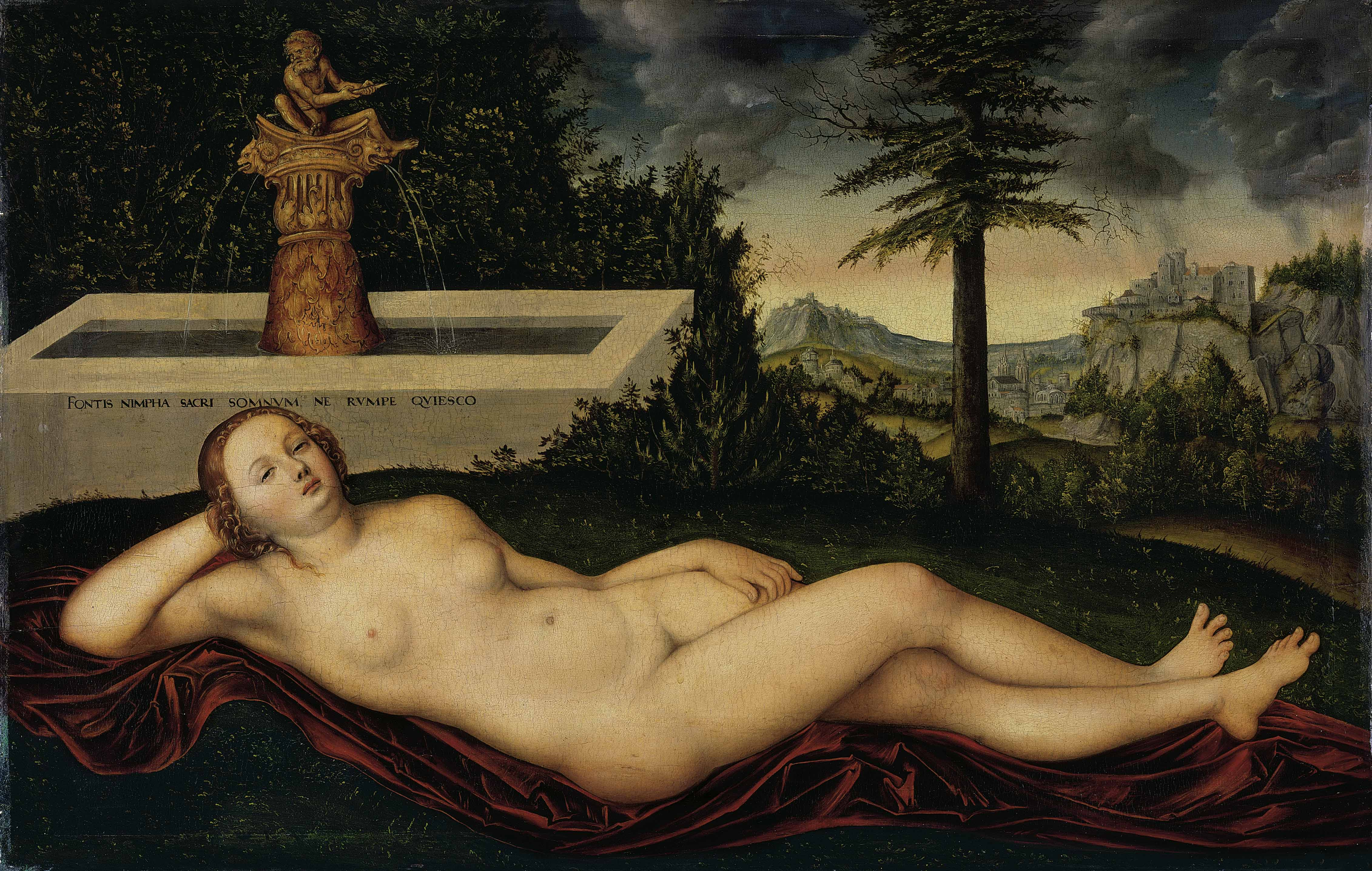
Lucas Cranach der Ältere:
Liegende Quellnymphe

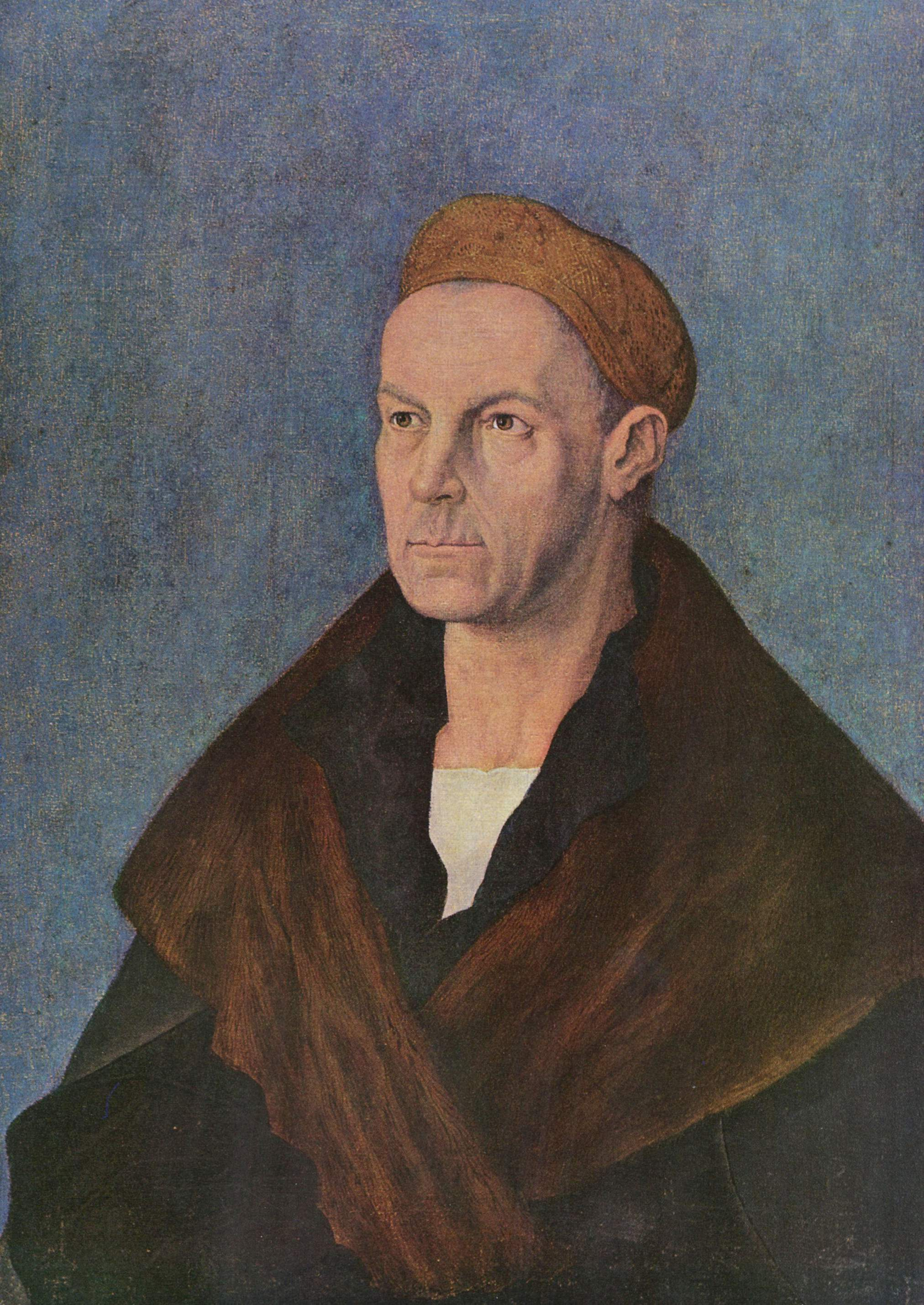
Albrecht Dürer: Jakob Fugger der Reiche

- um 1518: Albrecht Dürer malt das Porträt Jakob Fugger der Reiche.
- um 1518: Antonio da Correggio malt Noli me Tangere.

## Geboren

### Genaues Geburtsdatum unbekannt
- Antonio Badile, italienischer Maler († 1560)

### Geboren um 1518
- 1516/1518: Bartolommeo Genga, italienischer Maler und Architekt († 1558)
- Étienne Delaune, französischer Medailleur und Kupferstecher († um 1583)
- Mayken Verhulst, flämische Malerin († 1599 oder 1600)
- 1518/19: Jacopo Tintoretto, italienischer Maler († 1594)

## Gestorben

### Genaues Todesdatum unbekannt
- Francisco Henriques, portugiesischer Maler mit mutmaßlich flämischen Wurzeln

### Gestorben um 1518
- Giovanni Battista Cima, italienischer Maler (* um 1460)
- Bartholomäus Zeitblom, deutscher Maler der Spätgotik (* um 1455)